# Cerro Las Minas (Lara)
El Cerro Las Minas (9°36′18″N 70°05′38″O / 9.6051, -70.094) es una formación de montaña ubicada en el extremo sur del estado Lara, Venezuela. A una altitud promedio entre 2.434 m s. n. m. y 2.445 m s. n. m. el Cerro Las Minas es la segunda montaña más altas en Lara.